# K par K
 (mars 2013).
KparK (ou K par K) est une entreprise française spécialisée dans l'isolation, la rénovation et le remplacement de menuiseries sur mesure auprès des particuliers.
Elle conçoit, distribue, vend à domicile et pose des menuiseries intérieures et extérieures, des systèmes d'ouverture (portails, portes, volets, baies vitrées, clôtures, stores bannes…) ainsi que des fenêtres sur mesure partout en France.

## Historique

### 1989 - Création de KparK
La société KparK est fondée en 1989 dans un contexte de développement de la menuiserie PVC (profil plus fin que le bois). 

### 1996 -  KparK intègre le groupe Saint-Gobain
En 1996, Saint-Gobain rachète l’entreprise KparK. KparK est alors rattachée à Lapeyre, une filiale du groupe. KparK intègre le pôle Distribution Bâtiment pour apporter une connaissance des besoins des clients : les professionnels du bâtiment, les particuliers et les grandes entreprises. Il sert les marchés de la construction neuve, de la rénovation et de l'aménagement de l'habitat.
A la fin des années 1990, KparK adopte une stratégie d’expansion au niveau national. En 2000, KparK est présent sur l’ensemble de la France.

### Années 2000 - Extension de KparK
Cette stratégie d’extension du réseau KparK se poursuit dans les années 2000 et 2010. En 2015, KparK compte ainsi plus de 175 boutiques en France.  
KparK noue également des partenariats auprès d’artisans et sociétés spécialisées dans la pose de menuiseries. La marque compte alors 18 usines internes ou partenaires qui assurent une fabrication 100 % française. 
Fin 2018, la marque détient 128 établissements sur toute la France et 16 centres techniques répartis sur le territoire français. 

### 2019 - Cession par le groupe Saint-Gobain
En octobre 2019, Saint-Gobain annonce la cession de KparK.
Deux des dirigeants sortants du groupe Lapeyre auquel est rattaché KparK, reprennent l'entreprise, qui conserve une certaine filiation à Saint-Gobain (statut employé Saint-Gobain, avantages...). La présidence est confiée à Gonzague Arnoulx de Pirey via une holding familiale. Nicolas Gandy reste directeur général.
KparK retrouve son indépendance mais conserve les process de qualité, de rigueur ainsi que les process internes du groupe Saint-Gobain.
En parallèle, l’entreprise mène une stratégie de développement et de recrutement,.
En 2021, l’entreprise réalise un chiffre d’affaires de plus de 146 millions d’euros. L’entreprise assure près de 30 000 chantiers par an. KparK emploie environ 1000 salariés,.

## Produits
L’entreprise vend et assure la pose de fenêtres, baies vitrées, volets, persiennes, portes, portails et clôtures, portes de garage, stores bannes. KparK fait intervenir des experts en interne à chaque étape du parcours client.  
KparK compte 160 magasins répartis sur tout le territoire, 20 centres techniques, 1 centre de relation client basé en France. KparK poursuit son développement avec l’ouverture de nouveaux magasins et de centres techniques.

## Activité, rentabilité, effectif
|                                           | 2019 | 2020 | 2021 |
| ----------------------------------------- | ---- | ---- | ---- |
| Chiffre d'affaires en millions d'euros    | 128  | 111  | 146  |
| Résultat net en millions d'euros (+ ou -) | - 6  | - 4  | 5,41 |
| Effectif moyen annuel                     | 937  | 793  | 949  |

En 2021, l’entreprise réalise un chiffre d’affaires de plus de 146 millions d’euros, ce qui représente un taux de croissance de 31,2 %.
La société compte 50 000 clients par an.

## Evolution du travail
En matière de formation, KparK dispose d’un centre en interne. L’entreprise propose des formations internes pour devenir conseiller et technicien en isolation et habitat. L’entreprise travaille aussi avec Les Compagnons du Devoir.

## Sponsoring et mécénat
KparK sponsorise plusieurs équipes de sport amateur régional. En 2020, KparK sponsorise plus de 400 associations et clubs dans toute la France, ce qui représente une vingtaine de disciplines, toutes olympiques.
L’entreprise soutient notamment GF 38, l’Union Sportive du Gaillacois. KparK sponsorise également le sport féminin comme L’Intrépide d’Angers.
Ces demandes de sponsoring proviennent des collaborateurs de l’entreprise et du site Internet dédié « Partenariat KparK ». De nombreux clubs et associations passent aussi directement par le centre de relation client KparK situé à Libercourt.
KparK organise des tournois sportifs.
En matière de mécénat, l’entreprise participe au projet de re-création du Grand Bassin du Domaine national de Saint-Germain-en-Laye en 2022. En tant que partenaire de la Fondation du Patrimoine, soutient également d'autres projets comme la sauvegarde de la chapelle Notre-Dame du Roc, le château de Potelle, l'Aqueduc romain du Gier à Chaponost...

## Distinctions
"8 clients sur 10 sont prêts à recommander KparK à leur entourage" selon des enquêtes mensuelles nationales réalisées de mars 2010 à mars 2011 par Cegma-Topo sur l’ensemble des "clients KparK posés".
En 2020, KparK fait partie des trois finalistes du prix « Menuiseries de l’année 2020 ". L’entreprise arrive en tête des votes pour le critère “accueil et amabilité du personnel”.